# Lijst van cocktails
Dit is een lijst van cocktails
Er zijn honderden soorten cocktails al is het maar omdat iedereen zijn eigen recept kan maken.

## Op basis vanbier
- Barretto: glas Rodenbach met een scheutje amaretto
- Blackout
- Black Velvet
- Duikboot
- Mazout
- Monaco
- Radler
- Shandy
- Spavela
- Tango
- Yorsh

## Op basis vancachaça
- Caipirinha

## Op basis vangin
- After midnight
- Beach runner
- Blue Devil
- Blue lady
- Bronx
- Cadillac
- Cassius Clay
- French Sherbet
- Gin en tonic
- Gin-fizz
- Green green grass of home
- Lady Jane
- Maiden's Prayer
- Martini
- Negroni
- Red Lion
- Rickey
- Road Runner
- Rose
- Singapore Sling
- Son of a bitch
- Spick & specks
- Surfin Safari
- Tom Collins
- Trinity
- Venus
- Vesper
- White Lady
- Yellow River
- Zaza

## Op basis vankoffie
- Barraquito
- Café liégeois
- Carajillo
- Dokkumer koffie
- Espresso martini
- French coffee
- Hot Shot
- Irish coffee
- Italian coffee
- Limburgse koffie
- Pharisäer
- Ponce

## Op basis vanroom
- B52
- Baby Guinness
- Irish carbomb

## Op basis vanrum
- Adam and Eve
- Aruba Ariba
- Bacardi Cocktail
- Blue Hawaii
- Caipirissima
- Creole scream
- Cuba libre
- Cuba Special
- Daiquiri
- Grog
- Mai Tai
- Mojito
- Pharisäer
- Pina colada
- Ponce
- Presidente
- Tote Tante
- Zombie

## Op basis vantequila
- Alligator
- Harolds
- Margarita
- Matador
- Parked Car
- Parrot
- Rain and Tears
- Tequila Sunrise
- Tequila Slammer
- Tequila Vanilla

## Op basis vanwhisky
- Affinity
- Alhambra
- Apple Jim
- Boxer
- Manhattan
- Messed up Mardi
- Mint julep
- Napoleon
- Old Fashioned
- Rob Roy
- Whiskey sour
- Whisky-cola

## Op basis vanwijn
- Agua de Valencia
- Bellini-cocktail
- Black Velvet
- Calimocho
- Half-en-half
- Maitrank
- Sangria
- Spritz
- Spritzer

## Op basis vanwodka
- Absolut Trouble
- Aloe Vera
- Black Russian
- Bloody mary
- Blue Lagoon
- Caipiroska
- Cosmopolitan
- Espresso martini
- Harvey Wallbanger
- Kamikaze
- Minted
- Moscow Mule
- Porn star martini
- Red Russian
- Screwdriver
- Sea Breeze
- Sex on the Beach
- Sgroppino
- Sputnik
- Vesper
- White Russian
- Wodka Martini (Kangaroo)
- Wodka Redbull
- Wściekły Pies
- Yorsh

## Op basis vanCointreau
- Black Natasha
- Chiwawa
- Foxy Lady
- Green Valley
- Little Red Rooster
- Monkey
- Pink Panther
- Summertime

## Zonderalcohol
- Faux Kir
- Liégeois
- Roy Rogers
- Shirley Temple
- Virgin Mary

## Metei
- Breakfast
- Eggnog

## Overige
- Americano
- Caramba
- Empire
- Jägerbom
- Orgasme
- Pisco sour
- Punch
- Sidecar
- Slippery nipple